# Betungan (Kedurang Ilir)
Betungan is een bestuurslaag in het regentschap Bengkulu Selatan van de provincie Bengkulu, Indonesië. Betungan telt 441 inwoners (volkstelling 2010).